# Delphinium pulanense
Delphinium pulanense är en ranunkelväxtart som beskrevs av Wen Tsai Wang. Delphinium pulanense ingår i släktet storriddarsporrar, och familjen ranunkelväxter. Inga underarter finns listade i Catalogue of Life.